# FUT6
FUT6 (англ. Fucosyltransferase 6) – білок, який кодується однойменним геном, розташованим у людей на короткому плечі 19-ї хромосоми. Довжина поліпептидного ланцюга білка становить 359 амінокислот, а молекулярна маса — 41 860.
| 10         |  | 20         |  | 30         |  | 40         |  | 50         |
| ---------- |  | ---------- |  | ---------- |  | ---------- |  | ---------- |
| MDPLGPAKPQ |  | WSWRCCLTTL |  | LFQLLMAVCF |  | FSYLRVSQDD |  | PTVYPNGSRF |
| PDSTGTPAHS |  | IPLILLWTWP |  | FNKPIALPRC |  | SEMVPGTADC |  | NITADRKVYP |
| QADAVIVHHR |  | EVMYNPSAQL |  | PRSPRRQGQR |  | WIWFSMESPS |  | HCWQLKAMDG |
| YFNLTMSYRS |  | DSDIFTPYGW |  | LEPWSGQPAH |  | PPLNLSAKTE |  | LVAWAVSNWG |
| PNSARVRYYQ |  | SLQAHLKVDV |  | YGRSHKPLPQ |  | GTMMETLSRY |  | KFYLAFENSL |
| HPDYITEKLW |  | RNALEAWAVP |  | VVLGPSRSNY |  | ERFLPPDAFI |  | HVDDFQSPKD |
| LARYLQELDK |  | DHARYLSYFR |  | WRETLRPRSF |  | SWALAFCKAC |  | WKLQEESRYQ |
| TRGIAAWFT  |  |            |  |            |  |            |  |            |

A: Аланін

C: Цистеїн

D: Аспарагінова кислота

E: Глутамінова кислота

F: Фенілаланін

G: Гліцин

H: Гістидин

I: Ізолейцин

K: Лізин

L: Лейцин

M: Метіонін

N: Аспарагін

P: Пролін

Q: Глутамін

R: Аргінін

S: Серин

T: Треонін

V: Валін

W: Триптофан

Кодований геном білок за функціями належить до трансфераз, глікозилтрансфераз. 
Задіяний у такому біологічному процесі, як альтернативний сплайсинг. 
Локалізований у мембрані, апараті гольджі.